# الشجن (الحديدة)

تعديل مصدري - تعديل

الشجن هي إحدى قرى مديرية الدريهمي، التابعة لمحافظة الحديدة اليمنية، بلغ تعداد سكانها 1353 نسمة حسب الإحصاء الذي جرى عام 2004.